# 三角碘泡虫
三角碘泡虫（学名：Myxobolus triangulum）为碘泡科碘泡虫属的动物。在中国，分布于浙江等，营寄生生活，寄生在青鱼的肾。